# 山西省立工业专科学校
山西省立工业专科学校是清末与民国时期山西省一所专科学校。校址位于太原市西羊市街。

## 历史沿革
1908年，创办中等实业学堂，崔廷献为学堂监督。
1910年，中等实业学堂并入商业学堂，陆近礼为商业学堂监督。
1911年，陆近礼辞职，胡源鸿为监督。
1912年，从商业学堂中分设工业学校，任命张增为校长。
1914年，工业学校与商业学堂停办。工业学校学生并入山西大学校。商业学堂学生并入山西法政学校。
1917年2月，创设甲种工业学校，任命赵铮为校长。
同年6月，甲种工业学校停办。
同年11月，复设甲种工业学校。任命白象锦为校长。
1917年，设立电气科学与应用化学两个专业。
1918年，任命李尚仁为校长。增设染织科学专业。将电气科学专业改设为机械科专业。设立各科实习工厂。
1919年6月，改名为山西公立工业专门学校，并附设甲种工业学校。
1920年，奉教育部令，将甲种工业学校改为甲种讲习科。建设校门、教室、图书室、药品室、照相制版室、浴室等设施。
1923年，奉教育部令，审核备案。
1927年，建设煤气厂与电气厂。甲种工业讲习科结束停办。招收染织艺徒一班。
1928年，本年毕业31人，招收专机专化专电特化学生各一班。
1929年，招收机械与化学学生各一班。
1930年，收回由警察署占据的校东地址。
1931年，按照教育部有关规章，更名为山西省立工业专科学校，各专业改组为机械工程、化学工程、电机工程三科，另有附属工业高级中学。按规章取消预科。
1932年，教育部聘任李尚仁为省立工业专科学校校长，并下发该校关防与校长印章。三月接受山西工业试验所窑业部。五月建成制革实习工厂。
1935年，将窑业部改为附属陶瓷工厂。
1937年，日军侵犯山西。山西省政府下令各校停课。
1939年末，并入山西大学。